# Maréchal, nous voilà
Maréchal, nous voilà (auf Deutsch: „Hier sind wir, Marschall“) war im Vichy-Regime ein französisches Lied zu Ehren des Marschalls Pétain, des Staatschefs des unbesetzten, südlichen Teil Frankreichs, der mit dem nationalsozialistischen Deutschland zusammenarbeitete.

## Vorbilder in Text und Melodie
Das Lied wurde offiziell im Jahr 1940 geschaffen, wobei sich die Verfasser André Montagard (1888–1963) und Charles Courtioux (1880–1946) ein Loblied auf die Tour de France als Vorlage nahmen, das den Titel Voilà le Tour qui passe („Seht die Tour vorüberziehen“) trug. Die ersten Verse dieses Lieds lauteten Attention, les voilà! les coureurs, les géants de la route („Achtung, da sind sie, die Rennfahrer, die Giganten der Landstraße“).
Die Melodie lehnt sich an eine Komposition Kazimierz Jerzy Oberfeld an, der 1943 als Jude aus Frankreich ins KZ Auschwitz deportiert wurde und im Januar 1945 bei einem von deutschen Truppen initiierten Todesmarsch erfroren ist.

## Geschichtliche Bedeutung
Maréchal, nous voilà wurde als eine Art inoffizielle Hymne im unbesetzten Teil Frankreichs unter der Vichy-Regierung propagiert, um die Bevölkerung hinter Pétain zu vereinen. Das Lied wurde dort regelmäßig u. a. von den Schulkindern gesungen und wiederholt im Rundfunk ausgestrahlt. Das Abspielen der Marseillaise war seit 1941 offiziell von den deutschen Besatzern verboten worden, wurde aber im besetzten Nordteil Frankreich als Hymne des Widerstands weitergespielt, während sie im unbesetzten Südteil des Landes in abgewandelter Form zu Propagandazwecken eingesetzt wurde.

## In der Populärkultur

### Kino
- 2003: Die Kinder des Monsieur Mathieu von Christophe Barratier – Soundtrack.
- 2011: Der Krieg der Knöpfe von Yann Samuell – Soundtrack.
- 2011: Krieg der Knöpfe  von Christophe Barratier – Soundtrack.
- 2016: Fannys Reise von Lola Doillon – Soundtrack.

### Comics
- Maréchal, nous voilà von Laurent Rullier (Drehbuch) und Hervé Duphot (Zeichnung und Farbe); Band II der Serie Les Combattants, Paris, Delcourt, 2012

### Fernsehen
- 1991: Les Chansons rétros, verfilmter Sketch von Les Inconnus, Parodie.